# Nafion
Nafion – nazwa materiału produkowanego przez firmę DuPont. Jest to syntetyczny kopolimer tetrafluoroetenu (monomeru teflonu) i perfluorowanego eteru oligowinylowego zakończonego silnie kwasową resztą sulfonową. Szkielet polimeru otrzymywany jest w wyniku kopolimeryzacji tetrafluoroetenu i fluorku perfluoro-3,6-dioksa-4-metylo-7-oktenosulfonowego. Po zakończeniu procesu grupa fluorosulfonowa (−SO2F) hydrolizowana jest za pomocą gorącego roztworu silnej zasady do grupy sulfonowej (−SO3−). Został opracowany przez Walthera Grota z firmy DuPont pod koniec lat 60. XX wieku.
Nafion najczęściej formowany w postaci cienkiej folii, i wykorzystywany jako membrana przewodząca protony (tzw. jonomer), jednocześnie nie przewodząca elektronów lub anionów. Jest odporny chemicznie i termicznie. Znajduje zastosowanie np. w ogniwach paliwowych.  
Należy do grupy polimerów inteligentnych posiadających pamięć kształtu